# ارنست کریس
ارنست کریس (انگلیسی: Ernst Kris؛ ۲۶ آوریل ۱۹۰۰ – ۲۷ فوریهٔ ۱۹۵۷) روان‌کاو و مورخ هنر اهل اتریش بود.